# Рюттер, Жоржиньо
Жоржиньо Люсьюс Рюттер (фр. Georginio Lucius Rutter; родился 20 апреля 2002, Вильнёв-Сен-Жорж) — французский футболист, нападающий английского клуба «Брайтон энд Хоув Альбион».

## Клубная карьера
Уроженец Плескопа, Бретань, Рюттер выступал за молодёжные команды клубов «Менимюр» и «Ванн». В июле 2017 года присоединился к футбольной академии «Ренна». 26 сентября 2020 года дебютировал в основном составе «Ренна» в матче французской Лиги 1 против «Сент-Этьена».
1 февраля 2021 года подписал контракт с клубом немецкой Бундеслиги «Хоффенхайм». 18 февраля 2021 года дебютировал за «Хоффенхайм» в матче Лиги Европы УЕФА против «Молде».
14 января 2023 года перешёл в клуб английской Премьер-лиги «Лидс Юнайтед» за 36 млн фунтов, что стало рекордной покупкой в истории клуба, подписав контракт на пять с половиной лет.

## Карьера в сборной
Выступал за сборные Франции до 16, до 17, до 18 и до 20 лет.

## Личная жизнь
Отец Рюттера родом с Мартиники, а мать — из Реюньона.